# Matthäus Nikolaus Stulick
Matthäus Nikolaus Stulick (* ca. 1700 in Böhmen; † 1732 in Mainz) war ein Musiker und Komponist.

## Leben
Matthäus Nikolaus Stulick wirkte um die 1730er Jahre als Konzertmeister am Mainzer Hof. Von ihm sind neben Oboenkonzerten einzelne Triosonaten mit Bläserbesetzung, „Concertino a 4 Stromenti“ genannt, für Blasinstrumente und Basso continuo überliefert.
In der New York Public Library befindet sich ein Konzert für Altblockflöte, Fagott, Streicher u. B.c. Moderne Ausgabe von Johannes Pausch,  Edition Musiklandschaften Hamburg .
Außerdem befindet sich in der Universitätsbibliothek Uppsala ein „Concerto in B für Oboe, Streicher und B.c.“. Im Katalog der Landesbibliothek Mecklenburg-Vorpommern ist ein „Concerto a 5 oboe, violino primo, secundo, viola et cembalo“ gelistet.